# UP (Def Techのアルバム)
『UP』(アップ)は、Def Techの5枚目のオリジナルアルバム。2011年10月5日にEuntalkから発売された。

## 解説
3rdアルバム『Catch The Wave』より5年5々月ぶりのフルアルバム。全13曲収録。発売日直後の2011年11月11日に日本武道館で一日限りのライブを行うが、この日は「1」が続くことから、ライブの名前は「Def Tech -11.11.11- 武道館Special‼」となった。

## 収録曲
1. The Day Dream
2011年3月11日に起こった東日本大震災に直面した時、苦しむ人々を目の当たりにしながらも人の心を励ますことのできる「音楽」の力の限界を感じたDef Techの2人が、同じように何もできずに自分の無力さを感じている人のために作った曲。
2. Golden Age
アルバム発売の直前期に行われた「めざましライブ2011」にて初披露。またアルバム発売前にYouTubeにてPVが公式にフルで公開される。
3. My Baby Love
Ernie Cruz Jr.が参加している。
4. Muteki
同じくこの曲にもErnie Cruz Jr.が参加している。
5. Spice
6. take it HIGHER!!
PVではMicroがサーフィンをしながらウクレレを弾く様子が見られる。
7. Day Off
~This Song is Dedicated to Eddie-san~
アコギのパートはShenが弾いている。
8. Kokkyo
9. All That's In The Universe
このアルバムの中で一番早く発表された曲で、「TOKYO FM  Humanglobe Traveler」内のマングローブを保護するコーナーのために書かれた曲。
2011年5月27日に行われた「Humanglobe Live」にて初披露する。
10. Freedom
11. Naturally Blue
12. frinds for always
13. Get Yo ASS UP!!!
「Def Tech -11.11.11- 武道館Special‼」のために書かれた曲。歌詞の一部は歌詞カードに表記されていない。